# Актопан (Идальго)
Актопа́н (исп. Actopan) — город в Мексике, входит в штат Идальго. Население — 46 010 человек (на 2000 год).

## История
Город основан в 1546 году (год основания августинского монастыря Сан-Николас).

## Фотографии
- Башня
- Капелла